# Críticas a los testigos de Jehová

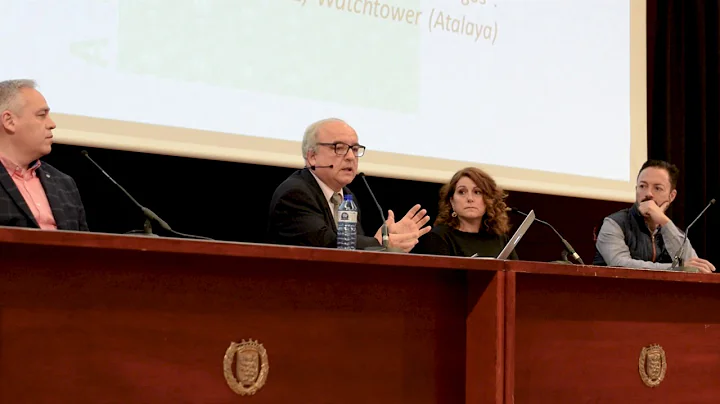
La Asociación Española de víctimas de los testigos de Jehová, en su primera presentación pública en 2019, en el V Encuentro Nacional sobre Sectas, organizado por la Asociación Iberoamericana para la Investigación del Abuso Psicológico (AIIAP) en Zaragoza

Las creencias y prácticas de los testigos de Jehová han sido criticadas y denunciadas por exasociados, víctimas de abuso eclesiástico, teólogos de diversas corrientes cristianas, organizaciones de derechos humanos, activistas feministas, activistas LGBTIQ+, sectores de la sociedad no vinculados con la organización, así como por diversas comisiones nacionales sobre abuso eclesiástico, como las desarrolladas en Japón en 2022 y en 2023, o en Australia en 2015. También en 2021 fueron condenados por el tribunal penal de Gante en Bélgica por incitar a la discriminación y al odio contra exmiembros que han abandonado la comunidad.
Los testigos de Jehová han sido denunciados por asociaciones de víctimas, como la Asociación Española de Víctimas de los Testigos de Jehová (AEVTJ). Entre las principales críticas, se encuentran los casos de abusos sexuales a menores denunciados por exmiembros, el control de sus adeptos, comportamiento sectario y ostracismo aplicado a miembros que dejan de ser miembros, la discriminación a la mujer y a la diversidad sexual, sus doctrinas poco convencionales y en ocasiones contrarias a las corrientes principales del cristianismo, y su oposición a las transfusiones de sangre, práctica también criticada por miembros de la comunidad médica.
Una reciente sentencia tribunal en España ha declarado la confesión como secta al ejercer un "control excesivo" sobre sus fieles, y que es veraz la causa de víctimas. Algunos estudios académicos señalan la disciplina interna como causa de estas vulneraciones, que pueden causar angustia psicológica, depresión, ataques de pánico u otros problemas de salud mental más graves como resultado de este ostracismo. Algunos miembros, de forma sintomática, buscan su readmisión para mantener el contacto con sus amigos y familiares.Otros mecanismos de vulneración y extorsión han incluido acciones de lawfare en contra de sus víctimas y denunciantes de abusos ocurridos dentro de su organización, situaciones que constituyen en una vulneración grave de derechos fundamentales.

Prácticas controversiales también criticadas por influencers que han sufrido por parte de esta institución, como Soraya Narez. Ella comenta: "Es una decisión muy dura por la expulsión, que supone que nadie de tu entorno, ni siquiera tu familia, te puede volver a hablar".Algunos académicos han definido esta actuación como un proceso de rechazo que implica control y coerción, que causa humillación, vergüenza y angustia grave, junto con el aislamiento a medida que se deshace todo el tejido social del miembro rechazado. El miembro rechazado es víctima del comportamiento colectivo de una comunidad que funciona como una familia.

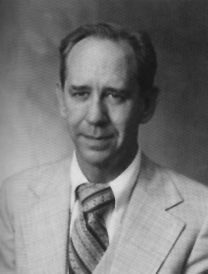
Raymond Franz (1922-2010), escritor de Crisis de conciencia, exmiembro del Cuerpo Gobernante de los testigos de Jehová y crítico con la institución

Un exmiembro renombrable crítico con la institución es Raymond Franz, antiguo miembro del cuerpo gobernante, que acusó al Cuerpo Gobernante de los testigos de Jehová —el consejo de administración de dicha religión— de estar fomentando el resentimiento entre los 'hermanos' al fundamentar su autoridad en la desaprobación y el esfuerzo por silenciar los puntos de vista discrepantes, algo que anula la conciencia personal. Por otro lado, líderes religiosos han descrito a esta religión como autocrática y totalitaria, criticando especialmente que la Watchtower Society exija obediencia y lealtad a los testigos, muestre intolerancia a los disidentes o a la discusión de sus prácticas y doctrinas, y que se les expulse y rechace a los miembros que no están de acuerdo con todas las enseñanzas de la religión debido a un precepto que "basan en la biblia" que indica que no deben dar «siquiera un saludo» a una persona que reniega de Dios.
En otro evento mencionable, el Tribunal de Noruega dio en 2022 una referencia europea al caso de los Testigos de Jehová, tras retirar la institución de su registro como congregación religiosa, en un juicio de 'hijos contra padres', en el que se demostró que el ostracismo atenta contra los derechos humanos. El motivo de la retirada es la práctica excluyente que mantienen los Testigos de Jehová —llamada "expulsión"—, cuando alguien en la comunidad quebranta su disciplina congregacional. Según el comunicado del Administrador del Estado, la comunidad religiosa viola los derechos de los miembros a la libre expresión y el derecho de los miembros a la libertad de culto. Además, el organismo de gobierno argumentó que los Testigos de Jehová violan los derechos de los niños, al permitir la exclusión o expulsión de jóvenes menores de edad que no siguen las reglas de la comunidad religiosa.

## Abuso sexual infantil

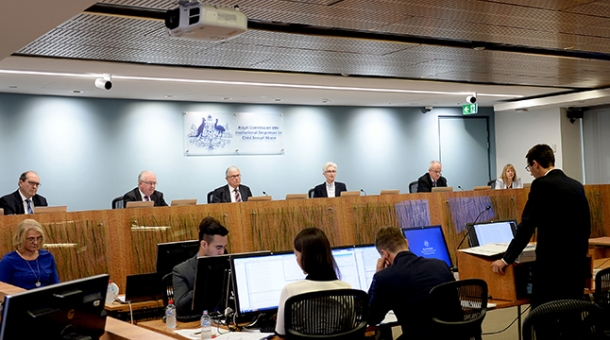
Líderes de los testigos de Jehová en la Royal Commission into Institutional Responses to Child Sexual Abuse en Australia

Los testigos de Jehová han sido acusados de tener una política y una cultura en la que resulta fácil ocultar casos de abuso sexual dentro de la organización. La religión ha sido criticada por su regla de "dos testigos", regla que requiere para disciplinar a sus congregantes. Esta regla está basada en su interpretación de Deuteronomio 19:15 y Mateo 18:15-17, y requiere que cualquier acusación, incluida la de abuso sexual de menores, debe ser comprobada mediante alguna otra prueba en caso de que el acusado niegue haber cometido algún mal. En casos donde no hay más pruebas que la acusación misma, se instruye a los ancianos que llevan la acusación que deben «dejarlo en las manos de Jehová».
Los casos de presunto abuso son comunicados a las autoridades seculares si así lo exigen las leyes locales o las instrucciones de la sucursal local. A partir de abril de 2018, el paquete descargable La postura bíblica de los testigos de Jehová sobre la protección de menores explica cómo ve la organización este problema y cómo se ocupa del perpetrador.
Una antigua miembro de las oficinas centrales, Barbara Anderson, dice que en realidad la política vigente requiere que haya un testigo en el acto de abuso, «algo imposible». Anderson dice que dicha política «protege a los pedófilos en vez de a los niños». Los testigos de Jehová afirman que mantienen una política estricta que sirve para proteger a los niños, declarando además que la mejor manera de protegerlos es educando a los padres y agregando que no tienen programas en los que se separe a los padres de sus hijos.
También se ha criticado la respuesta de la religión al confirmarse que sí ocurrió un abuso infantil. La política de la sociedad Watchtower es que los ancianos informen a las autoridades cuando la ley lo requiera, pero por lo demás que la acción se deje en manos de la víctima y de su familia. La Comisión Real sobre Respuestas Institucionales al Abuso Sexual Infantil (Royal Commission into Institutional Responses to Child Sexual Abuse) encontró que de los 1006 acusados de abuso sexual identificados por la organización misma desde 1950, «ni uno solo fue reportado por la iglesia a las autoridades seglares». La comisión encontró que los testigos de Jehová no protegieron adecuadamente a los niños del riesgo de sufrir abusos, además de poner en cuestión la "regla de los dos testigos". William Bowen, antiguo miembro anciano de los testigos de Jehová que estableció el sitio Silent Lambs para ayudar a víctimas de abuso sexual entre los testigos de Jehová, declara que los ancianos tienen instrucciones de no entregar a las autoridades a quienes cometen abusos sexuales para proteger su reputación de organización libre de crímenes. En ciertos casos vistos por tribunales en los Estados Unidos e Inglaterra, la sociedad Watch Tower ha sido encontrada negligente al fallar en proteger a niños de predadores sexuales conocidos dentro de sus congregaciones, y la sociedad ha resuelto otros casos fuera de los tribunales, con reportes de que ha pagado hasta más de 780 000 dólares a una víctima sin admitir culpa.

## Discurso e ideología anti-LGBT
Las publicaciones y propaganda de los Testigos de Jehová en los últimos años han incluido una fuerte retórica anti-LGBT como parte de sus mecanismos de disciplina congregacional. En mayo de 2016, una propaganda de los Testigos de Jehová dirigida al público infantil difundida tanto en su web como en sus plataformas presenciales de difusión, causó controversia y repudio en diversos países al señalar que "los matrimonios homoparentales no son dignas de entrar al paraíso". Otras publicaciones como el libro Lo que los jóvenes preguntan, respuestas prácticas de 1989, y ¡Disfrute de la vida para siempre! Curso interactivo de la Biblia de 2021, incluyen puntos de vista que justifican conductas de violencia y odio contra la población LGBTIQ+ como las terapias de conversión, y la oposición a la educación sexual integral, entre otras conductas.  
Los testigos de Jehová han defendido y justificado sus prácticas de expulsión a adolescentes y jóvenes LGBTIQ+ señalando —a modo de gaslightning— que la "muerte social" es "un acto de amor y de generosidad".  De acuerdo a su dogma sobre la materia, adolescentes y jóvenes LGBTIQ+ deben ser expulsados inmediatamente en caso de "no controlar sus impulsos y resistir las tentaciones". Desde las ciencias sociales se ha estudiado el grave impacto social y las externalidades negativas derivadas de estos mecanismos de disciplina congregacional. De acuerdo a estadísticas sobre las personas en situación de exclusión social, extrema pobreza y sinhogarismo en Estados Unidos, un porcentaje importante de personas jóvenes en esta situación corresponde a jóvenes y adolescentes LGBTIQ+ que crecieron en familias de comunidades vinculadas a los Testigos de Jehová que fueron expulsados de sus hogares como consecuencia de las prácticas de disciplina congregacional de su organización. Similar situación ocurre en jóvenes y adolescentes LGBTIQ+ que crecieron en familias vinculadas a otras iglesias o movimientos religiosos con una fuerte cultura sectaria. Un estudio de 2010 sobre la materia señala que los jóvenes LGBTIQ+ sin hogar han crecido en culturas homofóbicas y culturas autoritarias y autárquicas como las de las comunidades de testigos de Jehová, tienen 8.4 veces más probabilidades de intentar suicidarse si son expulsados y excluidos por su familia y su entorno cercano. En 2006 un estudio señaló que el 62 por ciento de los jóvenes LGBTIQ+ en situación de calle habían intentado suicidarse en Estados Unidos.  Otros estudios ratifican lo anterior al señalar que los jóvenes LGBTIQ+ en situación de calle que crecieron en familias con culturas autoritarias como las comunidades vinculadas a los Testigos de Jehová y que fueron expulsados de sus hogares como consecuencia de procedimientos de disciplina congregacional tienen alta prevalencia de depresión clínica y otros problemas de salud mental, así como una mayor probabilidad de ser víctimas de delitos, entre ellos, la trata y tráfico de personas y el narcotráfico. 
De acuerdo con juristas especializados en la materia, así como disidentes y exmiembros de los testigos de Jehová, otras vulneraciones a personas LGBTIQ+ cometidas por parte de miembros de la congregación incluyen prácticas delictivas como las violaciones correctivas, entre otros delitos de acoso y abuso de poder, muchas veces en la impunidad. 

## Abstención de uso médico de sangre
Los testigos de Jehová rechazan las transfusiones de sangre alogénica y sus principales componentes (glóbulos rojos, glóbulos blancos, plaquetas y plasma), y las transfusiones de sangre almacenadas autóloga o sus componentes principales. Como doctrina, los testigos de Jehová no rechazan la transfusión de sangre autóloga con tal de que no sea almacenada antes de la cirugía (por ejemplo, la extracción de perioperatorio y la transfusión de sangre autóloga). Esta posición religiosa se debe a su creencia de que la sangre es sagrada y representa la vida en los ojos de Dios. Los testigos de Jehová interpretan la Biblia, como en Levítico 17:10-14, en el que se habla de no comer la sangre, e incluyen en su interpretación la toma de sangre en el cuerpo a través de una transfusión. Se ha generado polémica sobre las inconsistencias entre la política de los testigos con respecto a la sangre, las repetidas afirmaciones de que pacientes testigos son obligados a rechazar la sangre, y a que la interpretación de la Watchtower distorsiona la realidad relativa a las transfusiones y no proporciona información que permita a los testigos tomar una decisión informada sobre el tema.
Los testigos de Jehová creen que almacenar la sangre viola las escrituras de la Biblia, donde se lee «verter la sangre hacia fuera sobre el terreno». No pueden donar sangre, salvo para los usos individuales previamente aprobados. Sin embargo, se les dice que la aceptación de los componentes de la sangre donada es una cuestión de conciencia. Un tema de 2006 del boletín de los testigos de Jehová Nuestro Ministerio del Reino declaró: «Aunque los testigos de Jehová no donan o almacenan su propia sangre para transfusiones, algunos procedimientos o pruebas con la sangre de un individuo no están tan claramente en conflicto con los principios bíblicos. Por lo tanto, cada individuo debe tomar una decisión de conciencia».

#### Respecto a los componentes o fracciones menores de sangre
En cuanto a las fracciones menores de sangre, la directriz es que cada individuo siga su propia conciencia sobre si son aceptables o no. Esto se debe a que resulta difícil definir a partir de qué punto la sangre deja de ser sangre. Conforme una sustancia es separada en partes cada vez más pequeñas, estas pueden ser o no consideradas como la sustancia originaria. De ahí que algunos testigos de Jehová elijan aceptar el uso de fracciones sanguíneas y otros no. Sin embargo, el hecho de que una fracción «constituya una parte significativa del componente en cuestión» o «desempeñe la función primordial de un componente principal» puede suponer que la consideren inaceptable. Esta postura de dividir la sangre en componentes principales y fracciones menores en vez de, o bien aceptar toda la sangre o bien exigir «derramar todo componente» ha suscitado la crítica de organizaciones como los Advocates for Jehovah's Witness Reform on Blood (Asociación de Testigos de Jehová para la Reforma en el asunto de la Sangre). Los testigos responden que la cuestión no es la sangre como fluido en sí mismo si no el respeto y la obediencia con respecto a la sangre, la cual es considerada por ellos como propiedad de Dios. A los testigos se les permite comer carne que aún contiene vestigios de sangre. Una vez que el animal ha sido desangrado, se ha mostrado ese respeto a Dios y entonces la persona ya puede ingerir la carne. Por lo tanto, la percepción sobre la carne y la sangre por parte de los testigos de Jehová es distinta a la de los judíos, que van mucho más allá y eliminan los más mínimos restos de sangre. Según el abogado Kerry Louderback-Wood, extestigo de Jehová, la Sociedad Watch Tower falsifica el alcance de las fracciones permitidas. Sumadas en su conjunto, «constituyen el total del volumen sanguíneo del que proceden». Como ejemplo de esto tenemos el plasma sanguíneo, que está constituido en un 90-96% por agua. El resto consiste principalmente en albúmina, globulinas, fibrinógeno y factores de coagulación. Estas cuatro fracciones les están permitidas, pero solo por separado. Algunas críticas han comparado esto con la prohibición de comer un sándwich de jamón y queso y en cambio permitir comer el pan, el jamón y el queso por separado.Los críticos han cuestionado estas políticas, porque las fracciones de sangre considerables solo pueden ser derivados de la sangre acumulada y suministrada por los donantes.

#### Consideraciones legales
Independientemente de las consideraciones médicas, los testigos de Jehová defienden que los médicos deben respetar el derecho del paciente a elegir los tratamientos que hacen o no aceptar, aunque un testigo de Jehová está sujeto a sanciones religiosas y al ostracismo en caso de ejercer su derecho a elegir una transfusión de sangre.
Por consiguiente, tribunales de Estados Unidos tienden a no responsabilizar a los médicos de los efectos adversos para la salud en que haya incurrido el paciente fuera de sus propias peticiones. Sin embargo, el punto de vista de que los médicos deben, en todas las circunstancias, cumplir con los deseos religiosos de los pacientes no es reconocido por todas las jurisdicciones, como se determinó en un caso relacionado con los testigos de Jehová en Francia. La situación ha sido motivo de controversia, especialmente en el caso de los niños. En los Estados Unidos, muchos médicos están de acuerdo en explorar y agotar todas las alternativas sin sangre en el tratamiento de los niños, a petición de sus tutores legales. Algunas leyes estatales requieren que los médicos administren un tratamiento a base de sangre a menores de edad si, en su opinión profesional, dicho tratamiento es necesario para evitar la muerte inmediata o un daño permanente severo. Kerry Louderback Wood ha afirmado que las empresas de los testigos de Jehová legales «están potencialmente expuestas a demandas importantes de indemnización si la religión tergiversa los riesgos médicos de las transfusiones de sangre». Wood afirma que las garantías constitucionales de libertad de religión no eliminan la responsabilidad legal que toda persona u organización tiene con respecto a los hechos seculares.
En México, la SCJN resolvió en 2018 que una niña, hija de testigos de Jehová, debía recibir un tratamiento con transfusión de sangre argumentando que «si bien los padres tienen el derecho de tomar decisiones libres sobre sus hijos, tanto en el campo de la salud como en el ámbito de la educación religiosa, este derecho tiene como límite no poner en riesgo la salud y vida de sus hijos», generando jurisprudencia sobre este tema en el país.

## Demandas legales y críticas por parte de asociaciones

### Asociación Española de Víctimas de los testigos de Jehová

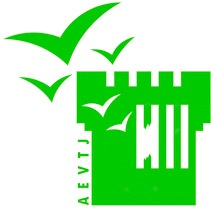
Asociación Española de víctimas de los testigos de Jehová

La Asociación Española de Víctimas de los testigos de Jehová (AEVTJ) es una agrupación fundada en España en 2019 por antiguos miembros de los testigos de Jehová. Se trata de antiguos miembros y afectados que decidieron denunciar el que consideran parte de un maltrato psicológico estructural e institucionalizado por parte de los testigos de Jehová. Ese mismo año se inscribió en el Registro Nacional de Asociaciones del Ministerio del Interior.
Desde su primera presentación pública en el V Encuentro Nacional sobre Sectas, organizado por la Asociación Iberoamericana para la Investigación del Abuso Psicológico (AIIAP) en Zaragoza, sus apariciones en los medios de comunicación han sido frecuentes. Su junta directiva fue (2018-2024) Israel Flórez como presidente y su secretario es Enrique Carmona, ambos ex testigos de Jehová españoles. Otro miembro que ha conseguido una cierta notoriedad es Gabriel Pedrero, que durante un tiempo fue el responsable de la página de Facebook de la asociación. Todos ellos han aparecido en los medios de comunicación relatando sus respectivos testimonios de pertenencia a los testigos de Jehová. En la actualidad (2025) su junta directiva se compone de Samuel Ferrando (Presidente), Soraya Nárez (Vicepresidenta), Natán Verdés (Secretario), Rebeca Quesada (Tesorera).
Entre las denuncias y la visibilidad buscada por parte de la asociación, estas incluyen el control de sus adeptos, la marginación, la discriminación a la mujer, a la diversidad sexual (homofobia, transfobia, etc.) y el ataque a otras instituciones religiosas, entre otras cosas. La marginación u ostracismo que causan los Testigos de Jehová a sus antiguos miembros o miembros que quieren dejar de serlo puede llevar a una extrema soledad debido a que desde pequeños les inculcan a solamente relacionarse entre sí. Todo esto se engloba dentro de la disciplina congregacional de los testigos de Jehová. Algunas de estas situaciones han podido ser causa de depresiones severas o incluso suicidios. Además, se les acusa de realizar sistemas de 'justicia' o parajudiciales paralelos a las del estado, y ocultar o entorpecer las denuncias de abusos infantiles y violaciones.

En la propia web de la asociación, esta se define:
En España cada vez más, los ex adeptos nos atrevemos a denunciar públicamente sus prácticas coercitivas, que van desde la presión emocional y personal de sus fieles, faltar a la dignidad, al derecho del honor y a la intimidad, pasando por el ostracismo, hasta la defensa de una verdad inapelable que vulnera los derechos y dignidad de la mujer junto con el resto de colectivos de diversidad sexual.

#### Demandas judiciales
Pese a las reiteradas menciones de la asociación sobre las distintas prácticas no gratas causadas por los Testigos de Jehová, en el año 2022, la confesión religiosa de los Testigos de Jehová en España presentó ante los tribunales varias demandas contra la asociación y miembros de la AEVTJ por vulneración de su derecho al honor. El juicio fue defendido por Carlos Bardavío, tras la revisión de más de 70 entrevistas por parte de la jueza para declarar la legitimidad al derecho de asociación y de consideración de víctimas. Carlos Bardavío defiende que situaciones como las vividas dentro de los Testigos de Jehová pueden llegar a considerarse persuasión coercitiva, un tipo de delito también ocasionado en la violencia de género.

En total hubo tres juicios: uno hacia la asociación, otro hacia Enrique Carmona, secretario de la asociación, y un último hacia Israel Flórez Pérez, el presidente.  El juicio contra la asociación fue publicado el 12 de diciembre de 2023, en el que la jueza "desestima íntegramente la demanda interpuesta por la representación procesal de la confesión religiosa Testigos Cristianos de Jehová en España contra la Asociación Española de Víctimas de Testigos de Jehová". Además da absoluta veracidad a los hechos expuestos. La jueza confirma que no ha existido vulneración del derecho al honor, y condena a la confesión religiosa al pago de las costas procesales. La sentencia también explicita el legal uso del concepto "secta" para la confesión, argumentando que:
La insistencia por conocer detalles de ciertas relaciones, sentimentales o no, desconfiar de los testimonios o la obligación de consultar primero a los ancianos, respetando un estricto sistema jerárquico, revelan un ambiente de supervisión insistente. A mayor abundamiento, la ausencia de relación fluida con personas que no comparten su fe se configura como un elemento de aislamiento y segregación social. [...]

El reconocimiento de 'notorio arraigo' [en España desde 2007,] a la confesión demandante no debilita la veracidad de las declaraciones de todos los ex fieles y de la Asociación que la denomina como 'secta', atribución que hacen numerosos ex miembros según sus propias experiencias porque está íntimamente relacionada con los comportamientos criticados y que se han descrito, y no existe ninguna norma en nuestro ordenamiento jurídico que, una vez reconocida oficialmente como confesión religiosa, impida criticar esta condición.
La sentencia también argumenta, respecto a las familias que:
Se llega a echar de casa a los hijos mayores de edad con independencia de si tienen medios para vivir solos, es decir, destruye una familia en la que unos se tratan y otros no, dependiendo de su práctica religiosa o de ciertas decisiones que se han tomado en la vida en el ejercicio de derechos fundamentales. [...] Nuestra Constitución, no sólo incluye en su artículo 10 el derecho a la dignidad de la persona, sus derechos inviolables, el derecho al libre desarrollo de la personalidad, y en el artículo 14 la igualdad de todos y la prohibición de discriminación por razón de religión, orientación sexual entre otros; sino que en el artículo 39 obliga a los poderes públicos a proteger tanto económica, social como jurídicamente a la familia.

## Otras asociaciones activistas

### Asociación Argentina de Víctimas de los testigos de Jehová
A imagen de la Asociación Española de Víctimas de los Testigos de Jehová, ex adeptos de la organización religiosa de otros países hispanohablantes han dado el paso de reunirse para crear entidades semejantes, como Argentina o México. La Asociación Argentina de Víctimas de los testigos de Jehová (AAVTJ) es una agrupación fundada en Argentina afín a la AEVTJ como parte de una iniciativa internacional que busca visibilizar, entre otras, denuncias por estafa económica y el encubrimiento de abusos sexuales por parte de los testigos de Jehová. El 26 de julio de 2023, en la Ciudad Autónoma de Buenos Aires, tuvo lugar el 'Memorial Day', autodenominado día anual en memoria a las 'víctimas de la Watchtower', reuniendo a víctimas de los Testigos de Jehová con motivo de denuncia de los mecanismos y características de grupos coercitivos.

### Red Iberoamericana de Estudio de las Sectas

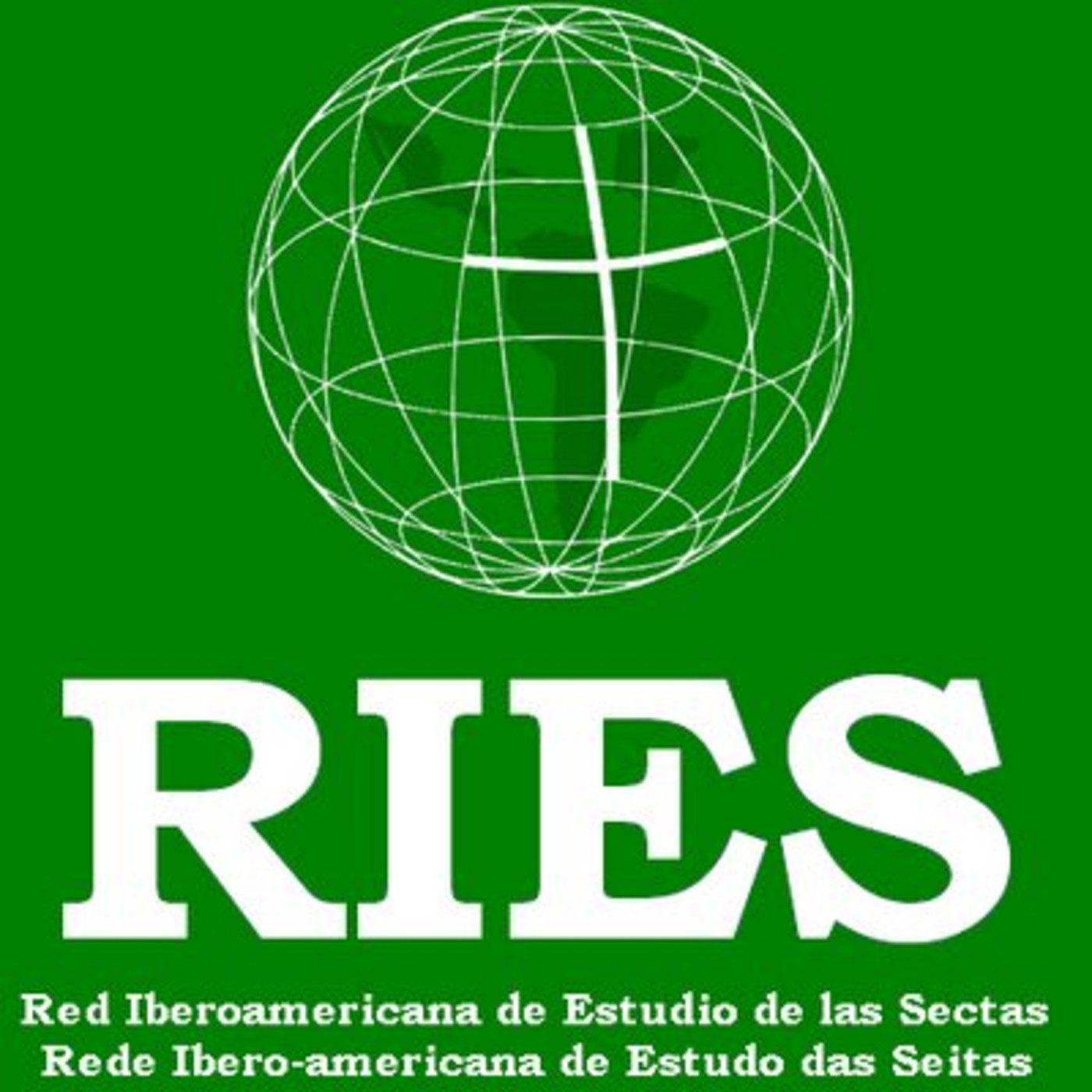
Presentación de la Red Iberoamericana de Estudio de las Sectas

La Red Iberoamericana de Estudio de las Sectas (RIES) es una red formada por católicos españoles e iberoamericanos expertos o estudiosos del fenómeno sectario y la nueva religiosidad desde 2005. Dentro de su área de investigación están incluidos los testigos de Jehová, dando cobertura a los distintos acontecimientos respecto a los peligros de los testigos de Jehová.

### Asociación LIBERADOS
La Asociación LIBERADOS nació en 2009 en España para la ayuda a los "afectados por las doctrinas sectarias de los Testigos de Jehová", denunciado las interpretaciones particulares e interesadas de determinados textos bíblicos por parte de los Testigos de Jehová y los efectos negativos que tienen sobre sus seguidores, como la oposición a las transfusiones de sangre.

### Asociación JZ Help
La asociación JZ Help está situada en Alemania, Austria, Suiza e Italia, y trata de un conjunto de personas religiosas e ideológicamente imparciales en la que su misión es la de informar sobre lo que ellos consideran "violaciones de derechos humanos" dentro de la organización de los testigos de Jehová, y ofrecer apoyo psicológico y legal a personas que deseen escapar. La asociación sin fines de lucro busca fundar el apoyo al sistema político democrático, la atención médica pública y el bienestar infantil. También busca la protección de la familia y las relaciones, especialmente "sin ostracismo social ni prohibición de contacto", sin discriminación o ser excluido al salir de la religión, respetando el derecho fundamental a la libertad religiosa.
En relación con el activismo crítico con los testigos de Jehová en Suiza, en julio de 2019, el Tribunal de Distrito de Zúrich absolvió de todos los cargos a un experto en sectas y ex empleado del departamento de infoSekta. Los testigos de Jehová en Suiza denunciaron al experto por "difamación" tras una entrevista en el Tages-Anzeiger (2015) y un comunicado de prensa (2015). El experto en cultos Dr. phil. Regina Spiess fue acusada de calumnia. Como las acusaciones difamatorias, si son verdaderas, son absueltas, el objetivo del juicio fue demostrar que eran ciertas. Tras comprobar que fueron ciertas, el experto en sectas recibió una indemnización legal de 20.500 francos, así como una indemnización personal de 4.000 francos de las arcas judiciales.

## Críticas sociales y académicas

### Críticas de antiguos miembros del 'cuerpo gobernante'

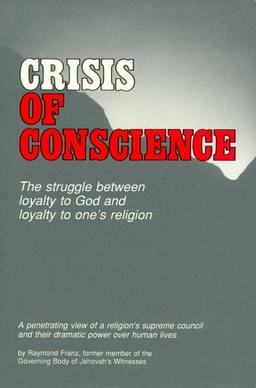
Portada del libro Crisis de conciencia de Raymon Franz en Inglés, publicado en 1983

A los testigos se les dice «qué deben sentir y pensar», según afirman extestigos como Gary Botting, y aquellos miembros cuyos puntos de vista difieren aunque sea en lo más mínimo son vistos como sospechosos de apostasía.[cita requerida] Raymond Franz dijo que muchos testigos temen mantener una voz crítica respecto a la organización por miedo a que se los acuse de desleales.[cita requerida] Los autores han realizado advertencias contra la Watch Tower acusándola de «peligrosa» e «nociva» al pensamiento independiente, incluyendo cualquier cuestionamiento de sus declaraciones públicas, y obliga a sus miembros a abstenerse de incurrir independientemente a la investigación de la Biblia.
La Sociedad Watchtower prohíbe a los miembros de dicha religión leer críticas a la organización, atribuyendo su autoría a apóstatas, ni material publicado por otras religiones. Botting Gary declaró: «Los testigos de Jehová no toleran ninguna crítica desde dentro ya que muchos miembros han tratado expresar sus opiniones y se los ha presionado en contra». Beckford observó que la Watchtower niega la legitimidad de las críticas y el hábito de cuestionar la doctrina oficial es «enérgicamente combatido en todos los niveles de organización». Los testigos están bajo vigilancia constante dentro de la congregación, sujetos a un sistema de disciplina basado en informantes.
Heather y Botting Gary sostienen que el poder de la Watchtower Society para controlar a los miembros se adquiere a través de la aceptación de la sociedad, «literalmente como la voz de Jehová -Como portavoz de Dios».
Raymond Franz acusó al Cuerpo Gobernante de los testigos de Jehová de estar fomentando el resentimiento entre los hermanos en el esfuerzo por «silenciar los puntos de vista discrepantes dentro de la organización,algo que anula la conciencia personal».Afirmó que la Watch Tower Society confirmó su postura cuando, en un caso judicial en Escocia en 1954, su asesor legal, Hayden C. Covington, expresó que los testigos de Jehová: «...debemos estar unidos a toda costa». Raymond Franz y otros describieron a la religión de los testigos de Jehová como una catequesis consistente en sesiones de preguntas y respuestas donde las preguntas y las respuestas son proporcionadas por la organización, con lo que se presiona a los miembros para que reiteren las opiniones de esta. Raymond Franz afirma que el concepto de lealtad absoluta a la organización de Dios carece de apoyo bíblico y solo sirve para reforzar la estructura de la autoridad de la religión, con su fuerte énfasis en la autoridad humana. Franz mantuvo repetidamente enconados debates dentro del Cuerpo Gobernante sobre cómo la lealtad a Jesucristo y la fidelidad de los apóstoles hacia él promueven la idea de que los testigos deben ser leales a Watchtower.

### Críticas por parte de la sociología
El sociólogo James A. Beckford observó que el movimiento de la Watchtower Society exigía que hubiera uniformidad de las creencias en torno a las publicaciones y enseñanzas individuales para los testigos.
El sociólogo Andrew Holden dijo que a los testigos se les enseña su teología de una manera mecánica, aprendiendo de memoria.
El profesor de religión James R. Beverley describe la creencia de que la lealtad de la organización es igual a la fidelidad divina como el "mito central" que utilizan los testigos de Jehová para garantizar la completa obediencia.
El sociólogo Andrew Holden ha observado que los testigos no ven ninguna diferencia entre la lealtad a Jehová y la lealtad al propio movimiento, y Heather Botting Gary afirmó que la impugnación de las opiniones de los más altos en la jerarquía se considera como equivalente a un reto a un ungido por Dios mismo.
La Sociedad ha descrito su intolerancia a los puntos de vista doctrinales disidentes y divergentes en sus filas como «estricta», pero afirma que su postura se basa en el precedente bíblico de 2 Timoteo 2:17,18 en la que el apóstol Pablo condena a los herejes Himeneo y Fileto, que negaron la resurrección de Jesús. Decía: «A raíz de tales patrones de las Escrituras, si un cristiano (que afirma la creencia en Dios, la Biblia, y Jesús) sin arrepentimiento promueve falsas enseñanzas, puede ser necesario para que él sea expulsado de la congregación... Por lo tanto, la verdadera congregación cristiana no puede ser acusada de ser duramente dogmática."
El sociólogo Rodney Stark dice que los líderes de los testigos de Jehová «no son democráticos y se espera que los miembros se ajusten a sus normas bastante estrictas», pero dice que la ejecución tiende a ser informal, sostenida por estrechos lazos de amistad y que los testigos de Jehová se consideran «parte de la estructura de poder en vez de sometidos a él».
En un caso relacionado con actividades de los testigos de Jehová en Rusia, el Tribunal Europeo de Derechos Humanos declaró que los requisitos de dicha religión «no son diferentes de las limitaciones similares que otras religiones imponen a sus seguidores en su vida privada y que las acusaciones de control mental se basan en conjeturas y no corroboradas por los hechos».

### Críticas por parte de la teología
Autores como Anthony A. Hoekema, Ron Rhodes y Gomes Alan W., afirman que los testigos de Jehová son una secta religiosa. Hoekema basa su dictamen en una serie de lo que él describe como características generales de un culto, incluyendo la tendencia a elevar las enseñanzas de periféricos (por ejemplo, de visitas puerta a puerta) de gran prominencia, fuente extrabíblica de la autoridad (Hoekema destaca que las enseñanzas que la Watch Tower da de la Biblia solo pueden ser entendidas tal como son interpretadas por el Consejo de Administración), una visión de grupo dentro de la exclusiva comunidad de las publicaciones "salvadas" (Watch Tower enseña que solo los testigos son pueblo de Dios y solo ellos van a sobrevivir al Armagedón) y el papel central del grupo en la escatología (Hoekema dice publicaciones testigos afirman que el grupo fue llamado a la existencia por Dios para llenar un vacío en la verdad descuidada por las iglesias existentes, que marca el clímax de la historia sagrada).
Los testigos de Jehová niegan ser una secta, asegurando que si bien las personas necesitan una orientación adecuada por parte de Dios, también deben tener su propio pensamiento. Los testigos piensan que son salvados por el sacrificio del Hijo de Dios redentor y la bondad inmerecida, y que no hay nadie que pueda ganar la salvación. El religioso estadounidense J. Gordon Melton, John Bowen Brown II, y el productor Joel P. Engardio, en la película Knocking, también rechazan las afirmaciones de que los testigos son una secta. Heiner Bielefeldt, relator especial sobre la libertad de religión de las Naciones Unidas, dijo que los testigos de Jehová y otros grupos «a veces son estigmatizados como sectas» y con frecuencia eso se combina con prejuicios sociales que pueden derivar en las teorías de conspiración en toda regla, llevando a una discriminación que los Estados están obligados a combatir.

## Críticas religiosas y predicciones erróneas
Raymond Franz, ex testigo de Jehová, citó en publicaciones la forma cómo los testigos de Jehová utilizan el concepto de Dios como una profecía colectiva. Los testigos de Jehová afirman que sus creencias están basadas estrictamente en lo que enseña la Biblia. Sus publicaciones religiosas predican sobre una serie de eventos que creen han sido propuestos en la Biblia. Algunas de estas predicciones han sido descritas como «verdades establecidas»,
Las conjeturas, o predicciones fallidas, citadas explícita o implícitamente en sus publicaciones, particularmente las relacionadas con las fechas de 1874,1914, 1918, 1925 y 1975, han alterado algunas de sus doctrinas, proceso de ensayo y error descrito y explicado por la sociedad Watchtower como «revelaciones progresivas» con las que Dios gradualmente conduce a sus seguidores a una comprensión más clara de su voluntad. Las publicaciones de la Sociedad a veces han desestimado declaraciones anteriores, afirmando que los miembros habían «leído en los estatutos de Watchtower que no estaban “destinados”» o que sus creencias se basaban en «fuertes premisas». Otras predicciones erróneas son ignoradas: en el libro The Finished Mystery (1917, traducido como El misterio terminado) había predicciones para los años entre 1918 y 1925, siendo los mismos establecidos para que ocurriesen antes de 1914. Cuando las nuevas interpretaciones también fallaron, en 1926 se editó un nuevo libro alterando los estatutos y borrando las fechas.
Las críticas incluyen al profesor James A. Beverley, acusado de realizar falsas predicciones, describiendo el futuro como algo «patético». Berverley dice que Watch Tower Society tiene sentencia dictada sobre otras predicciones del fin del mundo y publica en 1968 Awake!, donde dice que otros grupos eran culpables de falsas profecías después de haber profetizado el fin del mundo, habiendo llegado al extremo de anunciar una fecha específica. Watch Tower Society rechazó las acusaciones sobre falsa profecía arguyendo que las profecías de la Biblia no son infalibles, y que sus predicciones son explícitamente citadas como «palabras de Jehová». Afirma que algunas de sus expectativas han necesitado de ajuste debido a la impaciencia por el reino de Dios, y que los ajustes no son razón para «cuestionar todo el cuerpo de la verdad». Raymond Franz demanda que la Watch Tower Society trata de evadir su responsabilidad cuando citan la posibilidad de errores humanos para su defensa, sumando que la Society representa propiamente a los portavoces de Dios y que a lo largo de su historia han hecho muchas predicciones erróneas. Franz agrega que el afán de la organización para el Milenio no le da licencia para impugnar los motivos de aquellos que no aceptan sus predicciones.[cita requerida]
George D. Chryssides ha sugerido generalizar la demanda contra los testigos por «cambiar las fechas» ya que son una distorsión y malentendido de la cronología del Watch Tower Society. Argumenta que, pese a haber errores en las profecías, el cambio de punto de vista y fechas de los testigos de Jehová se debe en su mayor parte a un cambio en la comprensión de la cronología bíblica y no a que fallaran las predicciones. Chryssides sostiene: «Para los testigos de Jehová, sus profecías sirven más como una forma de discernir un plan divino en la historia humana que como un medio para predecir el futuro».
Las predicciones (por fecha de publicación) incluyen:
- 1877: El reino de Cristo que domina todo sobre la Tierra en 1914; los judíos, como pueblo, serían restaurados al favor de Dios, los «santos» se llevaran al cielo.[204]
- 1891: 1914 será «el límite más lejano de la regla de los hombres imperfectos».[205]
- 1904: La anarquía mundial seguirá el final de los tiempos de los gentiles en 1914.[206]
- 1916: La Primera Guerra Mundial terminará en Armagedón y con la captura de los «santos».[207]
- 1917: En 1918, la Cristiandad pasará a la historia como un sistema para el olvido y será sustituido por los gobiernos revolucionarios. Dios quiere «destruir a las iglesias multitudinarias y a los miembros de la iglesia por millones». Los miembros de la Iglesia «perecerán por la espada de la guerra, la revolución y la anarquía». Los muertos quedarán insepultos. En 1920 todos los gobiernos terrenales desaparecerán, con la anarquía imperante en todo el mundo.[208]
- 1920: El reino del Mesías será establecido en 1925 y brindará al mundo la paz. Dios restaurará la Tierra. Abraham, Isaac, Jacob y otros fieles patriarcales serán resucitados y gozarán de una perfecta vida humana y designarán príncipes y gobernantes, siendo los representantes visibles del Nuevo Orden de la Tierra. Todos aquellos que se muestren obedientes a Dios nunca morirán.[209]
- 1922: La lucha contra el típico «jubileo», que marca la intervención de Dios en los asuntos terrenales tendría lugar «probablemente en el otoño» de 1925.[210]
- 1924: La restauración de la Tierra por Dios empezará tempranamente el 1 de octubre de 1925. Jerusalén se convertirá en la Capital del mundo. Se producirá la resurrección de los fieles patriarcales como Abel, Noé, Moisés y Juan el Bautista, que darán instrucciones sobre la materia en todo el mundo por radio, en aviones transportarán gente desde y para Jerusalén desde todas partes del mundo «en cuestión de horas».[211]
- 1938: En 1938, Armagedón estará cerca de tener matrimonio y tener hijos.[212]
- 1941: Solo quedaban unos meses para la llegada de Armagedón.[213]
- 1942: Armagedon fue «inmediatamente antes que nosotros».[cita requerida][214]
- 1966: Se cumplieron alrededor de 6000 años desde la "creación del hombre" en el otoño de 1975 y es apropiado para el reinado de Cristo comenzar en ese momento.[215] El tiempo estaba pasando y no se formulaba ninguna pregunta sobre eso.[216] El «futuro inmediato estaba seguramente lleno de eventos climáticos... que tardarían como mucho solo unos años», las partes finales de la profecía de la Biblia relataban que los últimos días se sometería a la satisfacción como el reinado de Cristo comenzó.

- 1968: Ninguno puede decir con «seguridad» que la batalla de Armagedón comenzará en 1975, pero el tiempo pasó rápidamente con distintos eventos estremecedores que sucedieron en diferentes lugares. En marzo de 1968 hubo un «corto período de tiempo que queda», con solo 90 meses por delante tras 6000 años de la existencia del hombre en la Tierra.[217][218]
- 1969: La existencia humana no llegará lo suficiente como para que los jóvenes lleguen a viejos, el sistema mundial terminará en unos pocos años. Los jóvenes testigos de Jehová se les dijo que no se molesten en seguir la educación terciaria por este motivo.[219]
- 1974: No queda más que un «corto tiempo antes del fin del mundo malvado» y los testigos fueron elogiados por la venta de sus viviendas y bienes a «terminar el resto de sus días en este viejo sistema».[220]
- 1984: Al final del siglo XX hubo «muchos indicios» de que el fin estaba cerca.[221]